# 장항화물선
장항화물선(長項貨物線)은 충청남도 서천군의 장항역과 장항화물역을 연결하였던 한국철도공사의 철도 노선이다. 원래 이 구간은 장항선에 속해 있었으나, 장항역이 마서면으로 이전하면서 화물전용구간이 되어 장항선에서 분리되었다. 일부 사람들은 장항화물역과 장항잔교역 간의 폐지된 구간을 장항항선으로 부르기도 한다. 2019년 5월 1일에 장항화물역은 장항도시탐험역으로 리모델링 개관하였다. 그러나 화물수송을 위한 전용철도가 폐업하는 등 화물수송 기능을 상실하면서 2021년 1월 12일 폐선되었다.

## 노선 정보
- 노선 거리: 4.2km
- 궤간: 1,435mm(표준궤)
- 통행 방식: -
- 역 수: 2
- 복선 구간: 없음
- 전철화 구간: 없음
- 보안 장치: ATS

## 연혁
- 2008년 1월 1일: 장항~군산~대야 구간 개통으로 군산선과 직결되면서 신설된 장항역 ~ 기존 장항역 구간을 장항화물선으로 분리
- 2019년 4월 17일: 철도 노선번호 변경에 따라 30802로 변경[2]
- 2019년 5월 3일: 철도 노선번호 변경에 따라 30801로 변경[3]
- 2021년 1월 12일: 장항화물선 폐선[4]

## 역 목록
| 역명     | 로마자 역명    | 한자 역명 | 역간거리 (km) | 영업거리 (km) | 접속 노선 | 소재지   | 소재지 | 소재지 | 비고     |
| -------- | -------------- | --------- | ------------- | ------------- | --------- | -------- | ------ | ------ | -------- |
| 장항     | Janghang       | 長項      | 0.0           | 0.0           | 장항선    | 충청남도 | 서천군 | 마서면 |          |
| 장항화물 | JanghangHwamul | 長項貨物  | 4.2           | 4.2           |           | 충청남도 | 서천군 | 장항읍 | 화물전용 |
| 장항잔교 | Janghangjangyo | 長項棧橋  | 2.0           | 6.2           |           | 충청남도 | 서천군 | 장항읍 |          |